# Giacomo Raspadori
Giacomo Raspadori (* 18. Februar 2000 in Bentivoglio) ist ein italienischer Fußballspieler. Der Stürmer steht in Diensten von Atlético Madrid und ist Nationalspieler.

## Karriere

### Vereinsmannschaften
Nachdem er seine fußballerische Ausbildung beim lokalen Amateurverein SCD Progresso Calcio gestartet hatte, wechselte er 2009 in die Jugendakademie der US Sassuolo Calcio. Dort drang der Stürmer durch die diversen Jugendauswahlen bis in die Herrenmannschaft vor. Am 9. August 2018 unterzeichnete er seinen ersten professionellen Vertrag bei den Neroverdi.
Am letzten Spieltag der Saison 2018/19, am 26. Mai 2019, gab Raspadori dann sein Debüt in der höchsten italienischen Spielklasse. Bei der 1:3-Auswärtsniederlage gegen Atalanta Bergamo wurde er in der Schlussphase der Partie für Pol Lirola eingewechselt. In der nächsten Spielzeit 2019/20 war er bereits ein fester Bestandteil des Kaders der ersten Mannschaft, kam jedoch zumeist nur sporadisch zum Einsatz. Am 11. Juli 2020 (32. Spieltag) gelang ihm beim 2:1-Auswärtssieg gegen Lazio Rom in seinem ersten Startelfeinsatz sein erstes Ligator. In den verbleibenden Ligaspielen wurde er im Anschluss stets eingewechselt. Die Spielzeit beendete er mit 11 Ligaeinsätzen, in denen er zwei Torerfolge verbuchen konnte.
In der folgenden Saison 2020/21 pendelte er zwischen Startelf und Reservebank. Am 21. April 2021 (32. Spieltag) schoss er seine Mannschaft mit einem Doppelpack zum 2:1-Auswärtssieg gegen die AC Mailand. In dieser Spielzeit kam er in 27 Ligaeinsätzen auf sechs Treffer. Die Saison 2021/22 war für Raspadori die persönlich erfolgreichste, da er in 36 Ligapartien mit zehn Treffern erstmals zweistellig erfolgreich sein konnte.
Im August 2022 wechselte Raspadori per Leihe mit Kaufpflicht zur SSC Neapel.
Drei Jahre später wechselte er zu Atlético Madrid un unterschrieb dort einen Vertrag bis 2030.

### Nationalmannschaft
Giacomo Raspadoris Nationalmannschaftskarriere startete im April 2016 mit seinen ersten Einsätzen in der italienischen U16-Auswahl. Nach einem halben Jahr bei der U17 nahm er mit der U19-Nationalmannschaft an der U19-Europameisterschaft 2019 teil. Bei diesem Turnier gelang ihm in drei Einsätzen ein Tor. Den Herbst 2019 verbrachte er bei der U21 und im Jahr 2020 kam er erstmals für die U21 zum Einsatz.
Ohne zuvor je nominiert worden zu sein, wurde Raspadori in Italiens Kader für die EM 2021 berufen. Im Zuge der Vorbereitung für die EM debütierte der Angreifer im Juni 2021 in einem Testspiel gegen Tschechien im Nationalteam. Am 3. Spieltag der Gruppe A gab er gegen Wales sein EM-Debüt. Die Mannschaft gewann in der Folge die EM im Finale gegen England.
Bei der siegreichen Europameisterschaft 2021 stand er im italienischen Kader und wurde im dritten Vorrundenspiel beim 1:0-Sieg gegen Wales am 20. Juni in der 75. Minute für Federico Bernardeschi eingewechselt.

## Erfolge
Nationalmannschaft
- Europameister: 2021

Verein
- Italienischer Meister (2): 2023, 2025 (beide SSC Neapel)

Persönliche Auszeichnungen
- Verdienstorden der Italienischen Republik (Ritter) – für den Gewinn der Europameisterschaft 2021[22]
- Nachwuchsspieler der Saison (Premio Bulgarelli Number 8): 2021/22
- Spieler des Monats der Serie A: Januar 2022